# Mariä-Himmelfahrt-Kirche (Bąków)

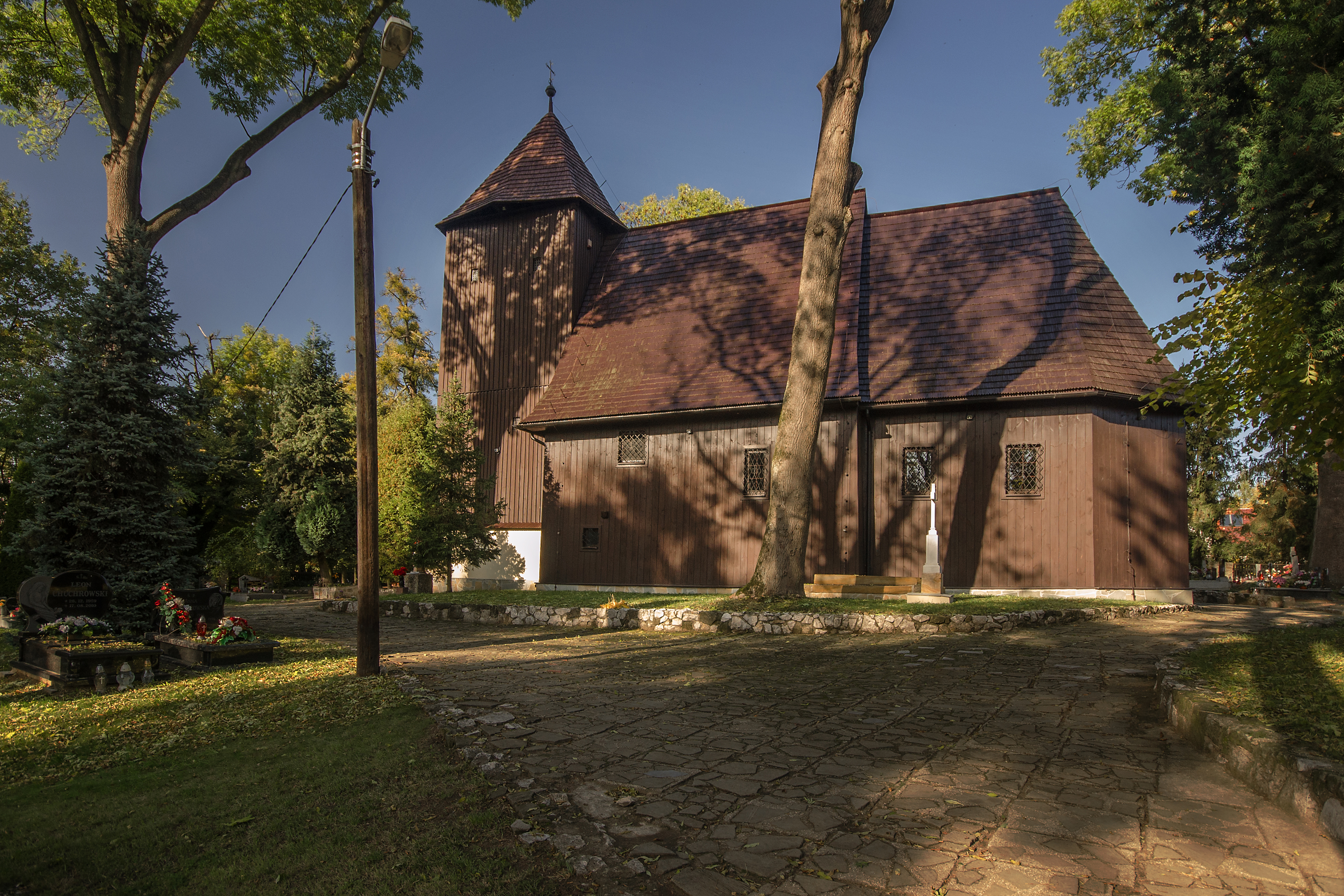
Kirche Mariä Himmelfahrt Bankau

Die Kirche Mariä Himmelfahrt (polnisch Kościół Wniebowzięcia Najświętszej Maryi Panny w Bąkowie) in Bąków (Bankau) in Oberschlesien ist die älteste Schrotholzkirche im historischen Kreuzburger Land.

## Geschichte

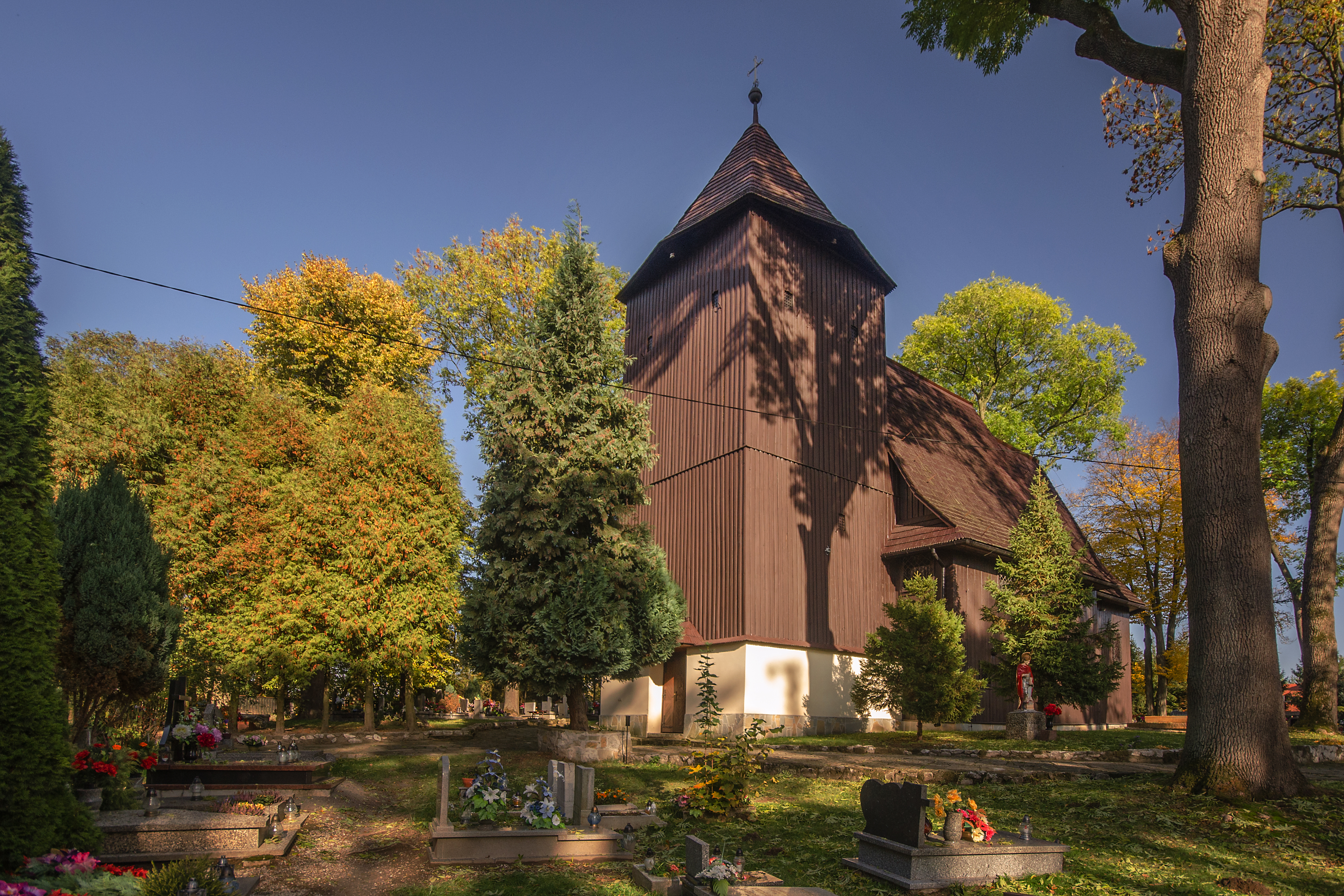
Glockenturm

Der hölzerne Kirchenbau wurde um die Wende vom 15. zum 16. Jahrhundert erbaut. Die Kirchengemeinde wurde 1550 evangelisch. Im Zuge der Vertreibung der ansässigen Deutschen wurde die Kirche 1945 römisch-katholisch. 1956 erfolgte eine Sanierung des Kirchenbaus. 

## Architektur und Ausstattung
Der Bau steht auf einem Ziegelfundament und ist mit Schindeln gedeckt. Der quadratische Kirchenraum trägt eine flache Decke. Der Bau hat einen dreiseitigen Chorabschluss. Die Kirche hat keinen Glockenturm, was für protestantische Kirchen der Region charakteristisch ist. Im Inneren der Kirche wurden 1913 Fragmente farbiger Wandmalereien entdeckt, die die Verkündigung Marias, Christi Himmelfahrt und das Pfingstereignis darstellen.
Das Taufbecken und die Kanzel im Stil des Manierismus sowie die Wappenkartuschen an den Emporen und die Kreuzigungsdarstellung stammen aus dem 17. Jahrhundert. Das Epitaph der Elisabeth von Frankenberg mit polnischer Inschrift stammt von 1676. Die Glocke wurde 1614 von Jakob Götz in Breslau gegossen. Während des Zweiten Weltkriegs wurde die Glocke zum Einschmelzen nach Hamburg gebracht, blieb aber erhalten. Die Glocke befindet sich heute im hessischen Fulda.

### Triptychon
Im Altarraum steht heute das älteste gotische Triptychon Schlesiens, das im Zuge der Säkularisation 1810 aus der Franziskanerkirche zu Oppeln hierher verbracht wurde.
In der Mitteltafel ist die Krönung Marias zu sehen, bekrönt von einem Baldachin. Darunter befindet sich eine Darstellung des Letzten Abendmahls mit Wappenkartuschen der Seydlitz und der von Stertz. Seitlich befinden sich sechs Felder mit Apostelpaaren.